# Redhead (film fra 1919)
Redhead er en amerikansk stumfilm fra 1919 af Charles Maigne.

## Medvirkende
- Alice Brady som Dazil Mellows
- Conrad Nagel som Matthew Thurlow
- Robert Schable som Roland Gard
- Charles A. Stevenson som Parker Thurlow
- Charles Eldridge